# Ferran Fabra i Puig
Ferran Fabra i Puig (* 1866 in Barcelona; † 1944 ebenda) war ein spanischer Industrie-Ingenieur, Politiker, Unternehmer und zweiter Marquis von Alella.
Von 1907 bis 1914 war er Mitglied der Federació Monàrquica Autonomista (Autonome Monarchistische Föderation), zuerst Vertreter und später Senator für Barcelona.
1922 bis 1923 war er Bürgermeister von Barcelona, diesen Posten verließ er nach dem Staatsstreich von Primo de Rivera. Er setzte danach die von seinem Vater begonnenen industriellen Aktivitäten fort. Gemeinsam mit seinem Bruder Roman Fabra i Puig, Marquis de Masnou führte er das Textilunternehmen Hilaturas Fabra i Coats im neunten Distrikt Sant Andreu von Barcelona.
1904 trat Ferran Fabra als Sponsor und Mitbegründer des Observatori Fabra auf dem Bergrücken der Serra de Collserola auf dem Tibidabo in Barcelona auf. Heute gehört es zu der Reial Acadèmia de Ciències i Arts de Barcelona.
1918 wurde eine Einkaufszone in Barcelona nach ihm benannt, der Passeig de Fabra i Puig.